# Lobelia glandulosa
Lobelia glandulosa là loài thực vật có hoa trong họ Hoa chuông. Loài này được Walter mô tả khoa học đầu tiên năm 1788.